# میشل موسسیان
میشل موسسیان (ارمنی: Միշել Մոսեսյան؛ فرانسوی: Michel Mossessian‎؛ زادهٔ ۱۹۵۹) یک معمار ارمنی-فرانسوی است.

## تحصیلات
میشل موسسیان از مدرسه ملی هنرهای زیبا UP شماره 8 بلویل پاریس (École Nationale Supérieure des Beaux-Arts) دیپلم معماری گرفت و در همان مدرسه زیر نظر ژاک دریدا و میشل فوکو به یادگیری فلسفه پرداخت.  او دریافت‌کننده کمک هزینه تحصیلی Vila Medicis Hors les Murs بود و به مدرسه معماری Cooper Union در نیویورک رفت و در آنجا طراحی پیشرفته را خواند. او متعاقباً مدرک کارشناسی ارشد خود را در مطالعات طراحی در دانشکده طراحی فارغ‌التحصیل هاروارد در کمبریج، MA، جایی که با رافائل مونئو و بیل میچل همراه با مطالعات در آزمایشگاه رسانه MIT در زمینه هوش مصنوعی تحصیل کرد، به پایان رساند.